# Neonitocris emarginata
Neonitocris emarginata là một loài bọ cánh cứng trong họ Cerambycidae.